# كربون ثانوي

الصيغة الهيكلية للبروبان (الكربون الثانوي باللون الأحمر)

الكربون الثانوي في الكيمياء العضوية هو ذرة كربون مرتبطة بذرتي كربون أخرتين. لهذا السبب، توجد ذرات الكربون الثانوية في جميع الهيدروكربونات التي لديها ثلاث ذرات كربون على الأقل. في الألكانات غير المتفرعة، تكون ذرات الكربون الداخلية دائماً ذرات كربون ثانوية (انظر الشكل).
|                              | الكربون الأولي | الكربون الثانوي | الكربون الثالثي | الكربون الرابعي |
| الهيكل العام (R = باقي عضوي) | frameless=1.0  | frameless=1.0   | frameless=1.0   | frameless=1.0   |
| تمثيل جزئي للصيغة البنيوية   | frameless=1.0  | frameless=1.0   | frameless=1.0   | frameless=1.0   |